# Ruslan Novikau
Ruslan Novikau –en bielorruso, Руслан Новікаў; en ruso, Руслан Новиков, Ruslan Novikov– (23 de julio de 1979) es un deportista bielorruso que compitió en halterofilia.
Ganó una medalla de bronce en el Campeonato Mundial de Halterofilia de 2002 y una medalla de oro en el Campeonato Europeo de Halterofilia de 2005, ambas en la categoría de 85 kg.

## Palmarés internacional
| Campeonato Mundial | Campeonato Mundial | Campeonato Mundial | Campeonato Mundial |
| Año                | Lugar              | Medalla            | Categoría          |
| ------------------ | ------------------ | ------------------ | ------------------ |
| 2002               | Varsovia (Polonia) | Medalla de bronce  | 85 kg              |
| Campeonato Europeo |                    |                    |                    |
| Año                | Lugar              | Medalla            | Categoría          |
| 2005               | Sofía (Bulgaria)   | Medalla de oro     | 85 kg              |